# Кам'янка (Чоповицька селищна громада)
Ка́м'янка — село в Україні, у Чоповицькій селищній територіальній громаді Коростенського району Житомирської області. Населення становить 252 особи (2001).

## Населення
Відповідно до результатів перепису населення СРСР, кількість населення станом на 12 січня 1989 року становила 319 осіб. Станом на 5 грудня 2001 року, відповідно до перепису населення України, кількість мешканців села становила 252 особи.

## Історія
9 листопада 1921 р. під час Листопадового рейду через Кам'янку проходила Волинська група (командувач — Юрій Тютюнник) Армії Української Народної Республіки.
12 червня 2020 року, відповідно до розпорядження Кабінету Міністрів України № 711-р «Про визначення адміністративних центрів та затвердження територій територіальних громад Житомирської області», територію та населені пункти Скуратівської сільської ради включено до складу Чоповицької сільської територіальної громади Коростенського району Житомирської області.